# الصمد (أسماء الله الحسنى)
الصمد من أسماء الله الحسنى في الإسلام، ومعناه: السيد الذي تصمدُ إليه الخلائق في حاجاتها، ترجوه وتسأله وتضرع إليه حاجاتها، وقيل أن معناه :الذي لا جوف له.

## لغويًا
قال أحمد بن فارس بن زكريا:
| الصمد (أسماء الله الحسنى) | صمد: أصلان: أحدهما القصد، والآخر الصلابة في الشيء. فالأول: الصمد: القصد. يقال: صمدته صمدًا. وفلان مصمد، إذا كان سيدا يقصد إليه في الأمور. وصمد أيضًا. والله جل ثناؤه الصمد; لأنه يصمد إليه عباده بالدعاء والطلب. قال في الصمد: علوته بحسام ثم قلت لهخذهاحذيف فأنت السيد الصمد وقال في المصمد طرفة: وإن يلتقي الحي الجميع تلاقنيإلى ذروة البيت الرفيع المصمد والأصل الآخر: الصمد، وهو كل مكان صلب. قال أبو النجم: يغادر الصمد كظهر الأجزل | الصمد (أسماء الله الحسنى) |

## في القرآن الكريم
ورد اسم الله الصمد مرة واحدة في القرآن الكريم في سورة الإخلاص، في قوله تعالى: ﴿قُلْ هُوَ اللَّهُ أَحَدٌ ۝١ اللَّهُ الصَّمَدُ ۝٢﴾ سورة الإخلاص:1-2

## في السنة النبوية
- عن أبي هريرة عن النبي أنه قال:[4] «قال الله تعالى: كذَّبني ابنُ آدمَ ولم يكُنْ له ذلك، وشتمَني ولم يكُنْ له ذلك، أما تكذيبُه إياي أن يقولَ: إني لن أُعيدَه كما بدأتُه، وأما شتمُه إياي أن يقولَ : اتخَذ اللهُ ولدًا، وأنا الصمدُ الذي لم ألِدْ ولم أولَدْ، ولم يكُنْ لي كفُؤًا أحدٌ. لَمْ يَلِدْ وَلَمْ يُولَدْ. وَلَمْ يَكُنْ لَهُ كُفُوًا أَحَدٌ»
- عن بريدة بن الحصيب قال:[5] «سَمِعَ النبيُّ ﷺ رجلاً يدعو وهو يقولُ: اللهم إني أسألُك بأني أشهدُ أنك أنت اللهُ لا إلَه إلا أنتَ الأحدُ الصمدُ الذي لم يلدْ ولم يولدْ ولم يكن له كُفُوًا أحدٌ أن تغفرلي و ترحمني إنك أنت الغفور الرحيم. قال فقال والذي نفسي بيدِه لقد سألَ اللهُ باسمِه الأعظمِ الذي إذا دُعيَ به أجابَ وإذا سُئِلَ به أعطى.»
- عن أبي سعيد الخدري قال:[6] «قال النبيُّ ﷺ لأصحابه : أيعجز أحدُكم أن يقرأ ثلثَ القرآنِ في ليلةٍ ؟ فشقَّ ذلك عليهم وقالوا : أينا يطيقُ ذلك يا رسولَ اللهِ ؟ فقال : اللهُ الواحدُ الصمدُ ثلثُ القرآنِ»

## الأقوال في معناه
- قال ابن كثير:[7] «عن ابن عباس: هو السيد الذي قد كمل في سؤدده، والشريف الذي قد كمل في شرفه، والعظيم الذي قد كمل في عظمته، والحليم الذي قد كمل في حلمه، والعليم الذي قد كمل في علمه، والحكيم الذي قد كمل في حكمته، وهو الذي قد كمل في أنواع الشرف والسؤدد، وهو الله سبحانه، هذه صفته لا تنبغي إلا له، ليس له كفء، وليس كمثله شيء، سبحان الله الواحد القهار.»
- قال القرطبي:[8] «الله الصمد أي الذي يصمد إليه في الحاجات.»
- وقال ابن القيم أيضًا في نونيته:[9]